# Tales from the Engine Room
Tales From The Engine Room - album zawierający utwory Marillion z płyty This Strange Engine przerobione przez Positive Light.

## Lista utworów
1. Estonia
2. Memory of Water
3. This Strange Engine
4. One Fine Day
5. Face 1004